# 白公胜
白公勝（？—前479年），羋姓，熊氏，名胜，春秋末期楚国大夫，太子建之子，楚平王的孫子，早年因故流奔外國。回楚後，被封於白地（今河南息縣東），號白公。後發動「白公之亂」，劫楚惠王，被沈諸梁打敗，自縊而死。

## 生平
白公勝，是楚太子熊建之子。熊建遭權臣費無忌陷害，差點被父親楚平王殺死。熊建出奔宋國，宋國內亂，只好與太子太傅伍奢之子伍子胥一起出逃至鄭国。不久，熊建意圖與晉國大夫荀寅合作，兵變推翻鄭定公，子胥勸阻，熊建不聽，終為鄭人所殺。
伍子胥率勝逃奔吳国。前487年，楚令尹子西召勝回国。封在白地（今河南息縣東），号白公。后来楚郑言和，白公勝欲伐鄭報仇而未能，遂恨楚之君臣，暗中積極争取民眾，準備奪權。
前479年六月，吳国攻打楚慎邑（今安徽潁上北），白公勝率軍在慎邑擊敗来犯的吳軍，繳獲大批軍械輜重。同年7月，以献戰利品為名，带兵入郢，殺楚国大臣子西、子期。劫走楚惠王，史称“白公之乱”，欲立子閭為楚王，子閭不肯登基，被殺。
随後楚国大臣葉公沈諸梁，聞白公勝作乱，率方城外之軍前来勤王。由都城北門而入，率軍打敗白公勝，白公勝逃到山中，自縊而死。白公勝的死士石乞被俘，拒絶吐露白公勝尸体所在，被葉公烹殺。白公勝之弟王孫燕也逃奔至吳國。

## 延伸阅读
[在维基数据编辑]
 《史記/卷066》，出自司馬遷《史記》